# Cruz Alta, Guerrero
Cruz Alta är en ort i Mexiko.   Den ligger i kommunen Malinaltepec och delstaten Guerrero, i den sydöstra delen av landet, 250 km söder om huvudstaden Mexico City. Cruz Alta ligger 2 008 meter över havet och antalet invånare är 456.
Terrängen runt Cruz Alta är kuperad söderut, men norrut är den bergig. Runt Cruz Alta är det ganska tätbefolkat, med 65 invånare per kvadratkilometer. Närmaste större samhälle är Malinaltepec, 7,5 km nordväst om Cruz Alta. I omgivningarna runt Cruz Alta växer huvudsakligen savannskog.